# راسيل بيرس
راسيل بيرس (بالإنجليزية: Russell Pearce)‏ هو سياسي أمريكي، ولد في 23 يونيو 1947 بميسا في الولايات المتحدة. حزبياً، نشط في الحزب الجمهوري. وقد انتخب عضو مجلس ولاية أريزونا وانتخب عضو مجلس نواب أريزونا.